# تپه چیا بل چم کبود
تپه چیا بل چم کبود مربوط به سده‌های میانی دوران‌های تاریخی پس از اسلام است و در شهرستان کوهدشت، بخش مرکزی، دهستان کوهدشت جنوبی، روستای چم کبود سفلی واقع شده و این اثر در تاریخ ۶ اسفند ۱۳۸۵ با شمارهٔ ثبت ۱۷۶۰۴ به‌عنوان یکی از آثار ملی ایران به ثبت رسیده است.